# مصر للطيران للخدمات الجوية
مصر للطيران للخدمات الجوية، هي شركة خدمات جوية مصرية، وهي إحدى الشركات التابعة للشركة القابضة لمصر للطيران. يرجع تاريخ إنشائها إلى عام 2004 وذلك عندما تمت إعادة هيكلة شركة مصر للطيران، وانبثق عن إعادة الهيكلة شركة قابضة وتسعة شركات تابعة منها شركة مصر للطيران للخدمات الجوية، وتتخذ الشركة من مطار القاهرة الدولي مقراً لعملياتها، حاصلة الشركة على شهادة ISO 9001/2015، و ISO 22000/2018.
وتقوم الشركة بتموين معظم رحلات شركة مصر للطيران للخطوط الجوية ماعدا رحلات (نيويورك - لندن - روما- ميلانو -موسكو - باريس - فرانكفورت - جنيف - أثينا - ميونخ - فيينا - بكين - كوانزو - جوهانسبرغ - مومباي) حيث يقوم بتموين هذه الرحلات شركة LSG المنشأة عام 2010 بالشراكة بين شركات مصر للطيران ولوفتهانزا الألمانية والشركة المصرية لخدمات الطيران. كما تقوم بتموين جميع رحلات شركة مصر للطيران للخطوط الداخلية اكسبريس وكذلك تقوم الشركة بتموين عدد من رحلات الشركات الأجنبية التي تهبط طائراتها في مطار القاهرة وللشركة وحدات تموين بكل من مطارات الإسكندرية وشرم الشيخ والغردقة.